# Jenkins Township (Missouri)
Pour les articles homonymes, voir Jenkins Township et Jenkins.
Jenkins Township est un township du comté de Barry dans le Missouri, aux États-Unis,. En 2000, le township comptait une population de 382 habitants.

## Source de la traduction
- (en) Cet article est partiellement ou en totalité issu de l’article de Wikipédia en anglais intitulé « Jenkins Township, Barry County, Missouri » (voir la liste des auteurs).